# Tuticorin (dystrykt)

Dystrykt Tuticorin na mapie stanu Tamilnadu

Tuticorin (zwany również Thoothukudi) – jeden z dystryktów stanu Tamilnadu (Indie). Stolicą dystryktu Tuticorin jest miasto Tuticorin.

## Położenie
Od północy graniczy z dystryktem Virudhunagar, od północnego wschodu z dystryktem Ramanthapuram, od wschodu z Zatoką Mannar, od zachodu z dystryktem Tirunelveli.